# FX (телеканал)
FX — американский кабельный телеканал, принадлежащий медиахолдингу «The Walt Disney Company».
Наиболее популярные оригинальные шоу канала — сериалы «Американская история ужасов», «Американская история преступлений», «Вражда», «Фарго», «Штамм», «Щит», «Части тела», «Сёгун», «Схватка», «Сыны анархии», «Правосудие», «В Филадельфии всегда солнечно», «Американцы», «Тиран», «Королевы крика», «Траст», «Атланта», «Поза» и т. д.